# Fissiscapus pusillus
Fissiscapus pusillus är en spindelart som beskrevs av Alfred Frank Millidge 1991. Fissiscapus pusillus ingår i släktet Fissiscapus och familjen täckvävarspindlar.
Artens utbredningsområde är Colombia. Inga underarter finns listade i Catalogue of Life.